# Номерні знаки Данії
Автомобільні номерні знаки Данії використовуються для реєстрації транспортних засобів в Данії. Вони використовуються для перевірки законності використання, наявності страхування та ідентифікації транспортних засобів.
Данські номерні знаки складаються з дволітерного коду, за яким слідують до 5 цифрових символів. Поєднання символів є серійним і не пов'язане з географічним розташуванням, але цифри мають серію номерів на основі типу транспортного засобу.
Данські номерні знаки не переходять між власниками одного транспортного засобу в результаті операцій купівлі-продажу.

## Серії номерних знаків за типами транспортних засобів
За комбінацією символів можна визначити тип транспортного засобу:

| Тип транспортного засобу                           | Серійний діапазон | Граничні літерні серії (без смуги ЄС) | Граничні літерні серії (зі смугою ЄС) |
| -------------------------------------------------- | ----------------- | ------------------------------------- | ------------------------------------- |
| Великі мопеди (макс 45 км/год)                     | 001 — 699         | RV                                    |                                       |
| Трактори                                           | 700 — 999         | VU                                    | DF                                    |
| Причіпи                                            | 10 00 — 29 99     | YM                                    | EF                                    |
| Причіпи та напівпричіпи                            | 55 00 — 99 99     | PZ                                    | HF                                    |
| Малі мопеди                                        | 5 500 — 9 999     | XY                                    |                                       |
| Мотоцикли                                          | 10 000 — 18 999   | HT                                    | AW                                    |
| Трактори                                           | 19 000 — 19 499   | ML                                    | EG                                    |
| Загальні (прямокутний формат)                      | 20 000 — 59 999   | FC                                    | JF                                    |
| Загальні (квадратний формат)                       | 60 000 — 75 999   | DT                                    | AF                                    |
| Дипломатичні місії                                 | 76 000 — 76 999   | AX                                    | AF                                    |
| Дипломатичний транспорт                            | 77 000 — 77 999   | AN                                    | AF                                    |
| Вантажівки, автобуси, фургони (прямокутний формат) | 78 000 — 87 999   | DH, приватні: GA                      | AF, приватні: FA                      |
| Вантажівки, автобуси, фургони (квадратний формат)  | 88 000 — 97 999   | XS, приватні: GE                      | DG, приватні: FK                      |
| Таксі (прямокутний формат)                         | 98 000 — 99 699   | JH                                    | BF                                    |
| Таксі (квадратний формат)                          | 99 700 — 99 999   | BN                                    | AW                                    |

## Типи
|  |
|  |

|  |
|  |

|  |
|  |

|  |
|  |

|  |
|  |

## Номерні знаки зразка ЄС

Смуга ЄС з кодом Данії

Овальний знак Данії

Новий дизайн з смугою ЄС очікувався в 2008 році, але згодом був відкладений до 12 жовтня 2009 року. Данія стала потенційно останньою країною ЄС, яка прийняла єдиний стандарт номерних знаків зі смугою ЄС. Однак смуга ЄС наразі є необов'язковою. У ході підготовки до нового дизайну, шрифт на пластині був дещо ущільнений на деяких нових номерних знаках, випущених від середини 2008 року. Починаючи з липня 2009 року, покупці автомобілів могли вибрати номерний знак з або без смуги ЄС.
Якщо зареєстрований в Данії транспортний засіб не має знака з EU-смугою, він повинен бути обладнаний затвердженим овальним знаком «DK» в разі виїзду за кордон. Знак повинен бути еліптичним (овальним) 175 × 115 мм, напис чорними літерами на білому тлі. Літери повинні бути висотою 80 мм, відстань між ними — 10 мм, реклами — заборонена.

## Фарерські острови

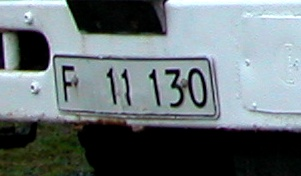
Номерні знаки Фарерських островів, які випускалися до 1996 року.

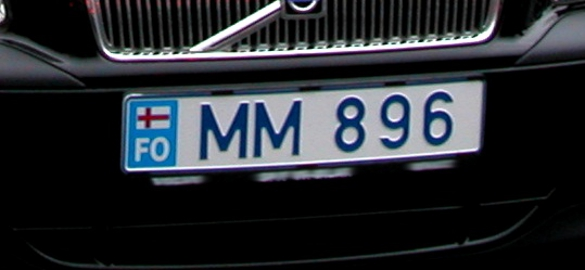
Номерні знаки Фарерських островів, які випускаються з 1996 року.

Транспортні засоби, зареєстровані на Фарерських островах до 1996 року, мають номерні знаки з білим тлом, чорний текст у данському стилі, але з однією літерою, F.
Транспортні засоби, зареєстровані після 1996 року, мають номерні знаки з білим фоном, синім текстом у власному стилі, дві літери і три цифри. Ліворуч — блакитна смуга з фарерським прапором і кодом "FO".

## Гренландія
Номерні знаки Гренландії мають білий фон та чорний текст у данському стилі з серійними літерами "GR", зарезервованими для Гренландії. Смуга ЄС не використвується.